# Société helvétienne des scrutateurs de la nature
 (août 2025).
Si vous disposez d'ouvrages ou d'articles de référence ou si vous connaissez des sites web de qualité traitant du thème abordé ici, merci de compléter l'article en donnant les références utiles à sa vérifiabilité et en les liant à la section « Notes et références ».
La Société helvétienne des scrutateurs de la nature (parfois également connue sous le nom de Société helvétique des scrutateurs de la nature) est une ancienne société savante suisse consacrée aux sciences de la nature, active au XIXe siècle, ayant compté parmi ses membres les plus illustres le physicien André-Marie Ampère et le minéralogiste René Just Haüy.

## Membres connus (section à compléter)
- André-Marie Ampère[1] (physicien)
- René Just Haüy[2] (minéralogiste)
- Pierre Prévost[3] (physicien)
- Michel-Edmond de Sélys-Longchamps[4] (naturaliste)
- François Joseph Delcros[5] (ingénieur et géographe)